# Tatort: Colonius
Colonius ist ein Fernsehfilm aus der Krimireihe Tatort. Der vom WDR produzierte Beitrag ist die 1295. Tatort-Episode und wurde am 9. März 2025 im SRF, im ORF und im Ersten ausgestrahlt. Das Kölner Ermittlerduo Ballauf und Schenk ermittelt in seinem 93. Fall.

## Handlung
Vor 30 Jahren haben sich Christian Kohlheim, Meike Bennis und René Horvath das letzte Mal gesehen. Damals in den 1990er Jahren waren sie Teil der Kölner Technoszene. Sie feierten in der legendären Diskothek im Funkturm Colonius über den Dächern von Köln. Mit dabei war auch der Szenefotograf Alex Schmitz. 

### Aktueller Fall
Als Schmitz in seiner Wohnung ermordet aufgefunden wird, führt eine Spur im Internet die Kommissare Max Ballauf und Freddy Schenk zu den dreien. Christians Tochter Svenja Kohlheim gerät ebenfalls ins Visier der Ermittler. Denn ihre Mutter, Gina Grabitz, war damals nach einer Partynacht verschwunden.

### Vorgeschichte
Gina Grabitz ging damals zum ersten Mal seit der Geburt ihrer Tochter feiern und ließ das Kind bei ihren Eltern. Im Lauf des Abends erfuhr der Szenefotograf Alex Schmitz von Gina, dass er der Vater ihrer Tochter sei. Ihr Freund Christian Kohlheim habe immer verhütet. Alex fühlte sich nicht bereit, Vater zu sein. Tief enttäuscht konsumierte Gina zwei weitere Ecstasy-Pillen. Im Streit mit der Gruppe wurde Gina von Meike in einen Kühlraum gesperrt und erlag dort unbemerkt ihrer Drogen-Überdosis. Damit nicht aufflog, dass Alex mit Drogen handelte, vertuschte die Gruppe Ginas Tod, indem die Freunde sie in den Aufzugschacht des Funkturms warfen.

### Aufklärung
Ballauf und Schenk können im mittlerweile nicht mehr benutzten Aufzugsschacht Ginas skelettierte Leiche finden und den Hergang bestätigen.
Mit der Aussage, sie habe Alex Schmitz nicht erschlagen, gibt Meike Täterwissen preis, das sie aus einem Chat von Christian erfahren hat. Christian Kohlheim stellt sich der Polizei.

## Hintergrund
Der Film wurde vom 3. April 2024 bis zum 6. Mai 2024 in Köln und Umgebung gedreht. Die Premiere erfolgte am 20. Oktober 2024 auf dem  Film Festival Cologne.

## Rezeption

### Kritiken
„Wow-Faktor? Ausgesprochen hoch. Das Prinzip des Rückblenden-Krimis selbst ist nicht eben der neueste Schrei, umso essenzieller also, seine Plotlinien im Griff zu haben. Colonius schultert diese Aufgabe äußerst solide, das Personal changiert souverän zwischen unterschwelliger Spannung und heftigen Eruptionen. Die Besetzung der Clique im Rausch der 90er sowie der Ex-Clique, seit 30 Jahren im Hangover verfangen, ist stimmig. Zudem finden Ballauf und Schenk den richtigen Ton, verzichten völlig auf kumpeligen Flachs, agieren stattdessen zurückgenommen bis empathisch. Dezenter Spoiler-Alarm: Das Filmzitat rund um Aimee Manns grandiosen Song "Wise Up" ist eine Wucht. (…)  Wie war's? 9 von 10 Punkten - ein Klasse-Krimi auf allen Ebenen.“

„Ein fulminanter Tatort! Ecstasy, Party, Sex – Verdrängen, Schönreden, die ehemaligen Freunde belasten.  Nach Siebte Etage hat das Autorenduo Eva Zahn und Volker A. Zahn das nächste beziehungsstarke, klug konstruierte und dichte Tatort-Drehbuch zu einer außergewöhnlichen Episode beigesteuert. Konzentriert erzählt ist auch Colonius, doch dieser Film von Charlotte Rolfes ist ungleich atmosphärischer, wilder und filmisch aufregender. Die Inszenierung meisterlich, die Besetzung perfekt, die kölschen Realitätsreferenzen und filmischen Reminiszenzen ein wahrer Genuss.“

„Wie die Euphorie im Wolkenkuckucksheim zur Talfahrt in die harte Wirklichkeit wird, kann man als Sinnbild verstehen. Aber der von Eva und Volker A. Zahn geschriebene Film zwingt einem keine Lesarten auf. Auch die Kommissare halten sich zurück mit ihren sonst gern freigiebig verteilten Weisheiten und legen selbstironische Distanz an den Tag. 'Mann, Freddy', mahnt Ballauf, 'wir sind doch nicht von der Moralpolizei.' (…) Wie er das sagt, stehen die Kölner am Fenster des verlassenen Colonius, das Panorama der ganzen Stadt zu ihren Füssen. Es ist einer der besten Kölner Tatorte der letzten Jahre, und einer, in dem Köln nicht nur draufsteht, sondern auch drin ist.“

„Charlotte Rolfes macht aus dem ohnehin meisterhaften Buch von Eva und Volker A. Zahn einen aufregenden Kriminalfilm, der einen in seiner erzählerischen Konsequenz nicht mehr loslässt. (…) Keine Ahnung, wie viele Fälle Ballauf und Schenk noch in der Stadt zu lösen bekommen, die ihre ist und wahrscheinlich nie mehr eines andern Tatort-Teams Stadt werden wird, Colonius ist ein großer Großstadt-Thriller. Eine Liebeserklärung auch an Köln.“

„Jedes Bild, jede Szene hat ihre Bedeutung […] Die Textqualität ist beachtlich, auch die Quantität: Es wird viel geredet beim Verhör mit den Kommissaren Ballauf und Schenk. […] Ein sehenswertes Drama, das konsequent mit der Aura des titelgebenden Turmes spielt.“

„leider ist die Geschichte von Colonius so absurd, dass man sich fragt, wie das Drehbuch [...] es durch alle Redaktions- und Produktionsbesprechungen schaffen konnte, ohne dass jemand gesagt hat, diesen Quark können wir doch nicht verfilmen.“

„[…] so verengt sich das Entfesselungsszenario recht vorhersehbar in ein Lehrstück über mangelndes Verantwortungsgefühl unter einstigen Techno-Jüngern, das der Rocker Schenk mit immer zornigeren Kommentaren begleitet. Fühlt sich an wie ein Begräbnis zweiter Klasse für den Techno.“

„Wer Action sucht, der ist in diesem Tatort falsch. […] Am Ende hat mich dieser Tatort sehr ratlos zurückgelassen. Es war nicht besonders spannend, viele Themen wurden angeschnitten und dann doch nicht behandelt. Auch polizei- und ermittlungstechnisch hatte ich die ein oder andere Logikfrage.
Am meisten hat mich aber gestört, dass „Colonius“ komplett die Kölner Tatort-DNA gefehlt hat. Dieser Fall hätte in jeder Stadt mit jedem Ermittler-Team spielen können – nur unter anderem Titel. Wer fesselnde Charaktere und witzige Dialoge – wie sonst im Kölner Tatort – erwartet hat, der sollte diesen Fall lieber auslassen. Von mir gibts 1 von 5 Elchen.“

### Einschaltquoten
Die Erstausstrahlung von Colonius am 9. März 2025 wurde in Deutschland von 8,80 Millionen Zuschauern gesehen und erreichte einen Marktanteil von 31,0 % für Das Erste.